# Kalinko
Kalinko – wieś w Polsce położona w województwie łódzkim, w powiecie łódzkim wschodnim, w gminie Rzgów.
Wieś, pierwotnie nazywana Kalenko lub Kalno Małe, była w 1503 roku majątkiem rodziny Ottów z Krzepczowa. W latach 1954–1957 wieś należała i była siedzibą władz gromady Kalinko, po jej zniesieniu w gromadzie Rzgów. W latach 1975–1998 miejscowość administracyjnie należała do ówczesnego województwa łódzkiego.
W Kalinku znajduje się zakład uzdatniający wodę pitną czerpaną dla Łodzi z Zalewu Sulejowskiego.
W skład sołectwa Kalinko wchodzi także niesołecka miejscowość Kalinko-Morgi.